# Nola borbonica
Nola borbonica is een vlinder uit de familie visstaartjes (Nolidae). De wetenschappelijke naam van deze soort is voor het eerst geldig gepubliceerd in 2005 door Guillermet.
De soort komt voor in tropisch Afrika.